# Generations – International Jazzfestival Frauenfeld
Das Generations – International Jazzfestival Frauenfeld (Eigenschreibweise: generations – international jazzfestival frauenfeld) ist ein alle zwei Jahre im Herbst stattfindendes Musikfestival in Frauenfeld im Kanton Thurgau in der Schweiz. Das Festival dauert jeweils eine Woche und ist vor allem durch den internationalen Jazzensemble Workshop für junge, talentierte Jazzmusiker mit Dozierenden und den mehreren zu Jazzclubs umfunktionierten Lokalen bekanntgeworden. Seit 2017 wird das Festival von Dominik Deuber geleitet.

## Geschichte
1998 organisierten mehrere Personen um den Thurgauer Saxophonisten Roman Schwaller als künstlerischem Leiter und der Kulturstiftung des Kantons Thurgau das erste generations. Das Internationale Jazztreffen, wie das Festival lange hiess, geht seither im zweijährlichen Rhythmus über die verschiedenen Frauenfelder Bühnen.
Internationale Jazzmusiker wie Joe Lovano, Peter Bernstein, George Gruntz, Wolfgang Haffner, Cedar Walton, Ira Coleman, Lewis Nash, George Mraz, Adam Nussbaum, Mario Gonzi, Gary Smulyan, Thomas Stabenow, Jürgen Seefelder, Harold Mabern, Joe Farnsworth, Eric Alexander, Rob Bargad, Seamus Blake, David Hazeltine, Peter Washington, Ferdinand Povel, Adrian Mears, Dick Oatts, Don Friedman, Billy Drummond, Benny Golson, Alex Sipiagin, Kenny Werner, Marc Abrams, Louis Hayes, Mark Turner, Jason Lindner, Nate Wood und Donny McCaslin arbeiteten mit den Talenten und waren abends in den Clubs mit unterschiedlichen Bands zu hören. Regelmässig treten Formationen aus dem In- und Ausland am Festival auf.
Seit Beginn des ersten Festivals schliesst eine internationale Festival-Big-Band-Formation das Festival ab. Folgende Musiker traten am Festival als Leiter der Big Band auf: Bill Holman (1998), Peter Herbolzheimer (2000), Mathias Rüegg (2002 & 2012), Ed Partyka (2004), Joe Haider & Brigitte Dietrich (2006), Jim McNeely (2008), Markus Geiselhart (2010), Bert Joris (2014), Thomas Gansch (2016) und Maria Schneider (2018). Im Jahr 2020 wird der britische Komponist und Multi-Instrumentalist Django Bates die Generations Big Band mit seiner eigenen Musik leiten. 
Der seit 1998 durchgeführte internationale Jazzensemble Workshop dient der Förderung von Talenten. Einige bekannte Musiker der jüngeren Generation haben diesen Workshop besucht und professionelle Inspirationen erhalten. Darunter sind Samuel Blaser, Mya Audrey, Tobias Preisig, Fabian Gisler, Dominic Egli, Stefan Rusconi, Stefan Aeby, Patrick Bianco, Bernd Reiter, Tomas Sauter, Maurus Twerenbold, Christoph Neuhaus, Mario Rom, Alexander Kuhn, Mareike Wiening, Nicole Herzog, Matthias Tschopp, Oliver Lutz, Peter Lenz. Seit dem Jahr 2018 findet im Rahmen des Festivals auch das Composer Project statt: vier bis fünf Jazz-Komponisten der jüngeren Generation erhalten ein Mentoring und einen Kompositionsauftrag für die Generations Big Band. Die Teilnehmenden des ersten Jahrgangs waren Luzia von Wyl, Bardia Charaf, Sarah Chaksad, Basile Rosslet und Cinzia Catania.